# Sainte-Justine-de-Newton
Pour les articles homonymes, voir Sainte-Justine et Newton.
Sainte-Justine-de-Newton [sɛ̃t ʒystin də njutən] est une municipalité du Québec (Canada) située dans la municipalité régionale de comté (MRC) de Vaudreuil-Soulanges dans la région administrative de la Montérégie. Elle se trouve au nord-ouest du Suroît.

## Toponymie
Elle est nommée en l'honneur de Justine de Padoue, martyre du IIIe siècle. La seconde partie du toponyme provient du nom de l'ancien canton de Newton. Le nom du canton pourrait rappeler la ville anglaise de Newton Abbot dans le Devon.

## Histoire
Sainte-Justine-de-Newton est la seule municipalité de la MRC de Vaudreuil-Soulanges établie sur un territoire découpé initialement en cantons durant la période du régime anglais alors que les autres municipalités sont des parties de territoire d'anciennes seigneuries de la Nouvelle-France. La municipalité est peuplée initialement par des Écossais provenant du comté voisin de Glengarry à l'ouest, et de francophones venus de la seigneurie de Vaudreuil à l'est.
La municipalité du canton de Newton, englobant l'ensemble du canton, est créée en 1845 et abolie en 1847, à l'instar de toutes les municipalités instituées en 1845. Elle est rétablie sous le statut de municipalité de la paroisse de Sainte-Justine-de-Newton en 1855. La paroisse catholique de Sainte-Justine est érigés canoniquement en paroisse en 1858. L'église de Sainte-Justine est construite en 1866,. En 2008, Sainte-Justine-de-Newton change son statut de municipalité de paroisse pour celui de municipalité.

## Géographie
Sainte-Justine-de-Newton est située à la frontière du Québec avec l'Ontario. Elle est bornée au nord par les municipalités de Très-Saint-Rédempteur et de Sainte-Marthe, à l'est par Saint-Clet, au sud par Saint-Polycarpe et Saint-Télesphore, et à l'ouest par les cantons de South Glengarry, Glengarry Nord et Hawkesbury Est dans la province limitrophe de l'Ontario. Les municipalités ontariennes voisines font partie des comtés unis de Prescott et Russell et de Stormont, Dundas et Glengarry.
La forme particulière de son territoire provient du fait qu'il est délimité par le terrain résiduel entre les seigneuries de Rigaud au nord et de la Nouvelle-Longueuil au sud. La municipalité couvre une superficie totale de 84,85 km2 dont 84,57 km2 terrestres. La municipalité se trouve dans les basses-terres du Saint-Laurent, son relief est plat. L'altitude varie de 53 m à l'extrémité sud-est en aval de la rivière Noire à 112 m sur une butte au centre-nord près de la montée Noire. Les terres agricoles se situent à des altitudes autour de 60 à 70 m alors que le village se trouve à environ 100 m. Les sols sont propices à l'agriculture. Le sud du territoire est arrosé par la rivière Delisle laquelle se jette dans le fleuve Saint-Laurent ainsi que par son affluent, la rivière Noire. Le nord du territoire est drainé par le bras Sainte-Justine, dans le bassin versant de la rivière Rigaud, et par le ruisseau Carrière, tributaire de la rivière à la Raquette.

## Démographie
Au recensement de 2016, la population de Sainte-Justine-de-Newton s'élève à 922 habitants, appelés Justinois. La population connaît une baisse de 51 personnes (5,2 %) entre 2011 et 2016. La densité brute de la population est de 10,9 habitants/km2 pour l'ensemble de la municipalité. Le parc résidentiel s'élève à 426 logements privés, dont 389 sont occupés par des résidents habituels. La population locale semble fluctuante à long terme, depuis 1986.
| 1986 | 1991 | 1996 | 2001 | 2006 | 2011 | 2016 | 2021 |
| ---- | ---- | ---- | ---- | ---- | ---- | ---- | ---- |
| 860  | 926  | 934  | 888  | 929  | 973  | 922  | 947  |

La population de Sainte-Justine-de-Newton est relativement âgée, une moyenne d'âge de 43,0 ans, soit davantage que la moyenne québécoise (41,9 ans). La tranche d'âge la plus nombreuse est les 55-64 ans. Au crous des vingt dernières années, cette cohorte a connu une hausse importante alors que le nombre de jeunes familles a diminué,.
| Groupe d'âge   | Sainte-Justine-de-Newton | Sainte-Justine-de-Newton | Sainte-Justine-de-Newton | Sainte-Justine-de-Newton | Sainte-Justine-de-Newton | Vaudreuil- Soulanges 2016 |
| Groupe d'âge   | 1996                     | 1996                     | 2016                     | 2016                     | Variation 1996-2016      | Vaudreuil- Soulanges 2016 |
| Groupe d'âge   | Nb                       | %                        | Nb                       | %                        | Nb                       | Vaudreuil- Soulanges 2016 |
| -------------- | ------------------------ | ------------------------ | ------------------------ | ------------------------ | ------------------------ | ------------------------- |
| 0-14 ans       | 225                      | 24 %                     | 135                      | 15 %                     | 90                       | 20 %                      |
| 15-24 ans      | 125                      | 13 %                     | 95                       | 10 %                     | 30                       | 11 %                      |
| 25-44 ans      | 275                      | 29 %                     | 215                      | 23 %                     | 60                       | 25 %                      |
| 45-64 ans      | 205                      | 22 %                     | 340                      | 37 %                     | 135                      | 30 %                      |
| 65-84 ans      | 110                      | 12 %                     | 130                      | 14 %                     | 20                       | 13 %                      |
| 85 ans et plus | -                        | - %                      | 15                       | 2 %                      | 15                       | 1 %                       |
| Total          | 940                      | 100 %                    | 925                      | 100 %                    | 130                      | 100 %                     |
| Âge moyen      | .                        |                          | 43,0                     |                          | ...                      | 39,4                      |

## Administration
Les élections municipales ont lieu tous les quatre ans en bloc et sans division territoriale. Le conseil municipal compte un maire et six conseillers,. À l'automne 2013, Gisèle Fournier devient mairesse avec 54,7 % des voix, devant la mairesse sortante Patricia Domingos, pour un taux de participation de 65,7 %. Le transport adapté est assuré par Transport Soleil, exploité par le Conseil intermunicipal de transport La Presqu'Île. En 2010, le conseil municipal vise à procéder à certaines opérations immobilières, soit la mise en vente du presbytère, l'agrandissement des locaux de l’hôtel de ville et l'acquisition des immobilisations du Comité des loisirs.
| Sainte-Justine-de-Newton Maires depuis 2003                                                                           |                   |         |          |
| Élection | Maire             | Qualité | Résultat |
| 2003 | Maurice Lanthier  |         | Voir     |
| 2005 | Carol Dubé        |         | Voir     |
| 2009 | Patricia Domingos |         | Voir     |
| 2013 | Gisèle Fournier   |         | Voir     |
| 2017 | Denis Ranger      |         | Voir     |
| 2021 | Shawn Campbell    |         | Voir     |
| Élection partielle en italique Depuis 2005, les élections sont simultanées dans toutes les municipalités québécoises. |                   |         |          |

|             | 2005-2009                                                                                                   | 2009-2013                                                                             | 2013-2017                                                                                        |
| Maire       | Carol Dubé                                                                                                  | Patricia Domingos                                                                     | Gisèle Fournier                                                                                  |
| Conseillers | Yvan Charlebois Bernard Cnudde Renée Glaude Joseph-Édouard Lupien Gaétan Sabourin Thérèse Thauvette-Asselin | Daniel Carrière Robert Lefebvre Yan Méthot Denis Ranger Gaétan Sabourin Karina Séguin | Pierre Dubé Éric Dufresne** Denis Pouliot Denis Ranger Jacques Séguin Karina Séguin* Yves Wilson |

* Élu au début du terme mais ayant quitté avant la fin du terme. ** Non élu au début du terme mais en cours de terme.
La municipalité dispose d'une richesse foncière répartie entre ses fonctions agricoles et résidentielles, contrairement aux municipalités de taille comparable ou aux autres municipalités de Vaudreuil-Soulanges, pour lesquelles la fonction résidentielle est largement dominante. Les trois quarts des recettes municipales proviennent des taxes foncières. Le taux de taxation est comparable aux autres petites municipalités ou aux autres municipalités de la MRC mais la charge moyenne demeure celle d'une municipalité rurale, ce qui n'est pas le cas dans la MRC où la population demeure davantage en banlieue qu'en milieu rural. L'endettement de long terme de la municipalité est presque nul.
| Indicateur                                          | Sainte-Justine-de-Newton | Classe de population a | MRC de Vaudreuil-Soulanges |
| --------------------------------------------------- | ------------------------ | ---------------------- | -------------------------- |
| Richesse foncière uniformisée (RFU)                 | 134,6 M$                 | ...                    | ...                        |
| Part, résidentiel                                   | 38,0 %                   | 51,6 %                 | 81,0 %                     |
| Part, industriel et commercial                      | 8,5 %                    | 8,0 %                  | 11,4 %                     |
| Part, agricole                                      | 50,9 %                   | 20,5 %                 | 3,9 %                      |
| Part des taxes dans l'ensemble des revenusb         | 74,3 %                   | 50,8 %                 | 71,5 %                     |
| Taux global de taxation uniformisé                  | 0,912 7 $                | 1,025 5 $              | 0,934 0 $                  |
| Charge fiscale moyenne                              | 1 379 $                  | 1 412 $                | 2 623 $                    |
| Endettement total net à long terme par 100 $ de RFU | 0,00 $                   | 1,33 $                 | 2,10 $                     |

(a) Ensemble des 704 municipalités québécoises dont la population est entre 0 et 1 999 habitants; (b) Données 2011.
Sur le plan supra-local et régional, la municipalité fait partie la municipalité régionale de comté (MRC) de Vaudreuil-Soulanges. Elle est l'une des municipalités rurales de l'ouest de la MRC à ne pas faire partie de la Communauté métropolitaine de Montréal. Son territoire fait partie de la circonscription électorale québécoise de Soulanges et de la circonscription électorale fédérale de Salaberry—Suroît. Avant les élections fédérales canadiennes de 2015, le territoire de Sainte-Justine-de-Newton était compris dans la circonscription de Vaudreuil-Soulanges.

## Urbanisme

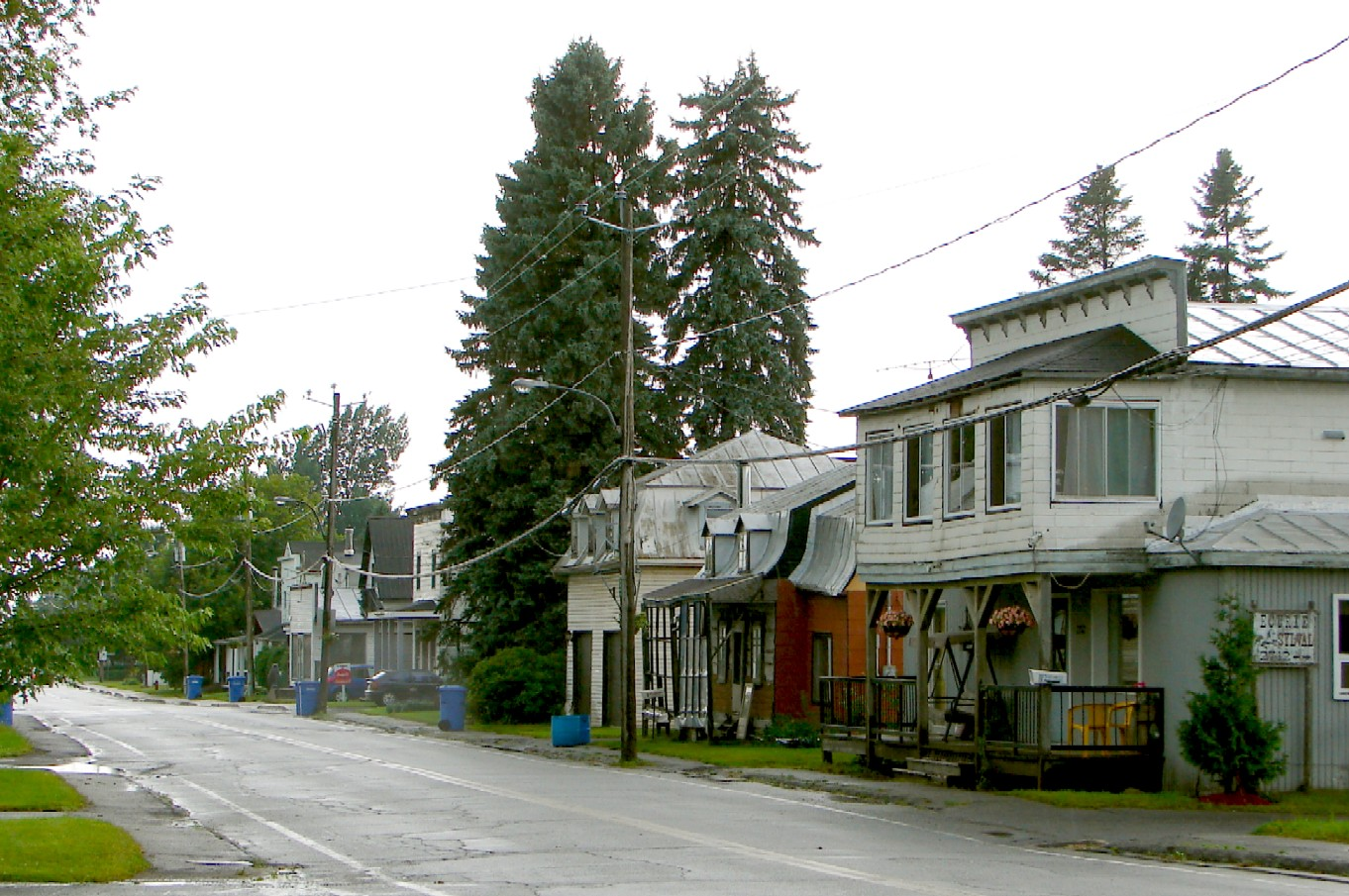
3e Rang (Rue Principale)

Le territoire est à peu près entièrement occupé à des fins agricoles. L'agencement des terres et des bâtiments est différencié entre la partie est, développée par les Canadiens français, et la partie ouest, défrichée par des Écossais. La municipalité est traversée par la route 325, laquelle permet de se rendre à Très-Saint-Rédempteur 10 km au nord et à Saint-Télesphore 11 km au sud. Le réseau routier local est parallèle au système de rangs de la seigneurie de Rigaud, soit à peu près dans l'orientation est ouest.
Le village de Sainte-Justine-de-Newton se situe sur le 3e Rang, immédiatement à l'est de la montée de la Station (R-325). À l'ouest, dans le prolongement du 3e Rang, le chemin Bédard se dirige vers le village ontarien de Glen Robertson. La route 340 effleure la pointe est du territoire. Elle est accessible par le prolongement du 3e Rang et du chemin Sainte-Marie. Le hameau de Sainte-Justine-Station se développe au carrefour du 4e Rang et de la montée de la Station. Le hameau de Peveril se trouve au sud sur les rives de la rivière Delisle,. La quasi-totalité des logements sont des maisons individuelles non attenantes et sont presque entièrement habités par des occupants permanents. La ligne ferroviaire du Canadien National et de Via Rail traverse la pointe ouest du territoire alors que le chemin de fer du Canadien Pacifique parcourt la pointe est. L'ancienne gare de Sainte-Justine-Station se trouve sur la première ligne. L’oléoduc Montréal-North Westover passe par le territoire de Sainte-Justine-de-Newton.
En raison de la mise en place du Plan métropolitain d'aménagement et de développement de la Communauté métropolitaine de Montréal et le gel des terres agricoles limitent le développement urbain futur de la municipalité.

## Économie
L'économie de Sainte-Justine-de-Newton est essentiellement agricole. Les exploitations agricoles comprennent des maraîchers comme Cabredor, de l'élevage, notamment bovin et laitier à la ferme Séguin et Frère (Le bœuf Newtine), des fromageries comme Yogecostère et Péveril, des exploitations porcines comme JPSD, des cultures de céréales à grande échelle, des fermes équines, un centre équestre thérapeutique et une ferme de lamas.
L'atelier La Vieille Planche produit des planches et des meubles à partir de récupération de bois de grange. Le Concours Complet Harmonie oppose depuis 1997 chaque année en août à la ferme Beaulieu, une centaine de cavaliers dans des compétitions de dressage. de cross-country et de sauts d'obstacles. Le camping Sainte-Justice offre 78 emplacements. Le Camping Ste-Justine est un havre de paix, en majorité boisé, offrant des terrains rustiques sans services, 2 services, 3 services et des prêts-à-camper. Il est reconnu comme un endroit ou l'on apprécie la tranquillité. La communauté vise à accroître l'emploi et la population dans la municipalité.
Depuis 1983, l'entreprise Canadienne Challenger y fabrique fièrement des munitions pour chasseurs et amateurs de tir à la cible et au pigeon d'argile. La compagnie est connue pour produire les cartouches les plus reconnues au Canada.

## Éducation
La Commission Scolaire des Trois-Lacs administre les écoles francophones
- École du Val-des-Prés Sainte-Justine

La Commission scolaire Lester-B.-Pearson administre les écoles anglophones:
- L'École primaire Soulanges à Saint-Télesphore et l'École primaire Evergreen et l'École primaire Forest Hill (pavillons junior et senior) à Saint-Lazare servent a la ville[40].

## Culture
La collectivité dispose des services d'une bibliothèque municipale.

## Société
Une piscine et une patinoire extérieures exploitées par la municipalité sont mises à la disposition des citoyens. En février a lieu le Carnaval de Sainte-Justine-de-Newton. Cet événement met en valeur des motoneiges anciennes. Les organismes communautaires comprennent le club de l'âge d'or, les Chevaliers de Colomb et le groupe de loisirs.
Les principales personnalités liées à Sainte-Justine-de-Newton sont :
- Alfred Lapointe (1835-1906), homme politique;
- Joseph-Arthur Lortie (1869-1958), homme politique.